# 韦斯滕多夫
韦斯滕多夫（德語：Westendorf）是奥地利蒂罗尔州基茨比尔县的一个市镇。总面积95.52平方公里，总人口3477人，人口密度36.4人/平方公里（2005年）。